# Rifugio Ezio Orsi
Il rifugio Ezio Orsi è un rifugio dell'Appennino ligure ai confini di quattro Province.

## Storia
L'edificio fu costruito nel 1974 alle falde del monte Ebro (1.700 m) in val Curone grazie all'iniziativa di Ezio Orsi, socio del CAI di Tortona e nel settembre 1975 venne aperto.
Nel 2003 il rifugio viene ricostruito ex novo ed inaugurato nel 2004; venne anche stipulato un accordo
con l'ufficio Ambientale della Provincia di Alessandria con il quale si mette a disposizione la struttura per tutte le scuole della Provincia ad uso didattico.
La costruzione si trova a 1397 m.s.l.m. sul versante Nord del Monte Ebro, raggiungibile a piedi dalla Colonia Provinciale di Caldirola in circa 1h (sentiero 106), oppure in mezz'ora dalle Stalle di Salogni (sentiero 113).

## Gestione
La gestione è affidata a volontari che si alternano ogni fine settimana. L'affluenza annuale al rifugio è sulle 2 000 persone all'anno. Nel 1990 la gestione è passata dal associazione no profit Amici del Monte Ebro. Il rifugio è raggiungibile da Salogni di Fabbrica Curone e da Caldirola.

## Ascensioni
Dal rifugio è possibile raggiungere il crinale tra la val Curone e val Borbera e le vette della zona: monte Ebro, monte Chiappo, monte Giarolo, monte Cavalmurone, monte Panà.